# Draganovets
Draganovets (bulgariska: Драгановец) är ett distrikt i Bulgarien.   Det ligger i kommunen Obsjtina Tărgovisjte och regionen Tărgovisjte, i den östra delen av landet, 270 km öster om huvudstaden Sofia.